# Tepanje
Tepanje – wieś w Słowenii, w gminie Slovenske Konjice. W 2018 roku liczyła 518 mieszkańców.